# Kertusjärvi

Øvre Pasvik Nationalpark

Kertusjärvi (norska: Grenseparvatnet, nordsamiska: Gearddošjávri, kvänska: Rajakertusjärvi) är en sjö på gränsen mellan Finland och Norge. Den norska delen ligger i Øvre Pasviks nationalpark och de två finska delarna i Enare kommun i Lappland. Sjöns area är 1,18 km². Sjöns två finska delar utgörs av skilda vikar med en sammanlagd area på 0,1 km². 
Vattnet från sjön Joukhaisenpesäjärvi avrinner till den södra viken. Vattnet från Kertusjärvi avrinner via Ellenelva och Pasvik älv till Norra ishavet)..